# Leopold Jochberger
Leopold Jochberger (* 14. November 1895 in Ternberg in Oberösterreich; † 10. August 1964 in Wien) war ein österreichischer Politiker der Österreichischen Volkspartei (ÖVP).

## Ausbildung und Beruf
Nach dem Besuch einer sechsklassigen Volksschule begann er 1912 in eine industrielle Beschäftigung ein. 1919 wurde er Bezirkssekretär der christlichen Gewerkschaften von Steyr. 1922 wurde er Landessekretär der christlichen Gewerkschaften Oberösterreichs und 1946 Generalsekretär des Österreichischen Arbeiter- und Angestelltenbundes (ÖAAB).

## Politische Mandate
27. Februar 1947 bis 5. Dezember 1949: Mitglied des Bundesrates (V. und VI. Gesetzgebungsperiode), ÖVP